# Atherimorpha stuckenbergi
Atherimorpha stuckenbergi är en tvåvingeart som beskrevs av Akira Nagatomi 1990. Atherimorpha stuckenbergi ingår i släktet Atherimorpha och familjen snäppflugor. Inga underarter finns listade i Catalogue of Life.